# Renate Jansen
Renate Jansen est une joueuse de football néerlandaise née le 7 décembre 1990. Elle joue depuis 2015 au FC Twente (Pays-Bas).

## Palmarès
- Championne des Pays-Bas (1) : 2012
- Coupe des Pays-Bas (1) : 2012
- Doublé Championnat des Pays-Bas-Coupe des Pays-Bas (1) : 2012
- Championnat d'Europe (1) : 2017